# Riesling
Riesling är Tysklands mest spridda vindruva vilken framförallt odlas i Mosel-Saar-Ruwer, Pfalz, Rheingau, Mittelrhein och i Hessische Bergstrasse. Den anses vara kungen av druvor i Alsace i Frankrike och förekommer också rikligt i Österrike, framförallt i Wachau. Den odlas också på många ställen i Nya världen, och lyckas framförallt i länder och regioner med lite svalare klimat, såsom Kanada, delstaten New York i USA, Nya Zeeland och svalare delar av Australien.

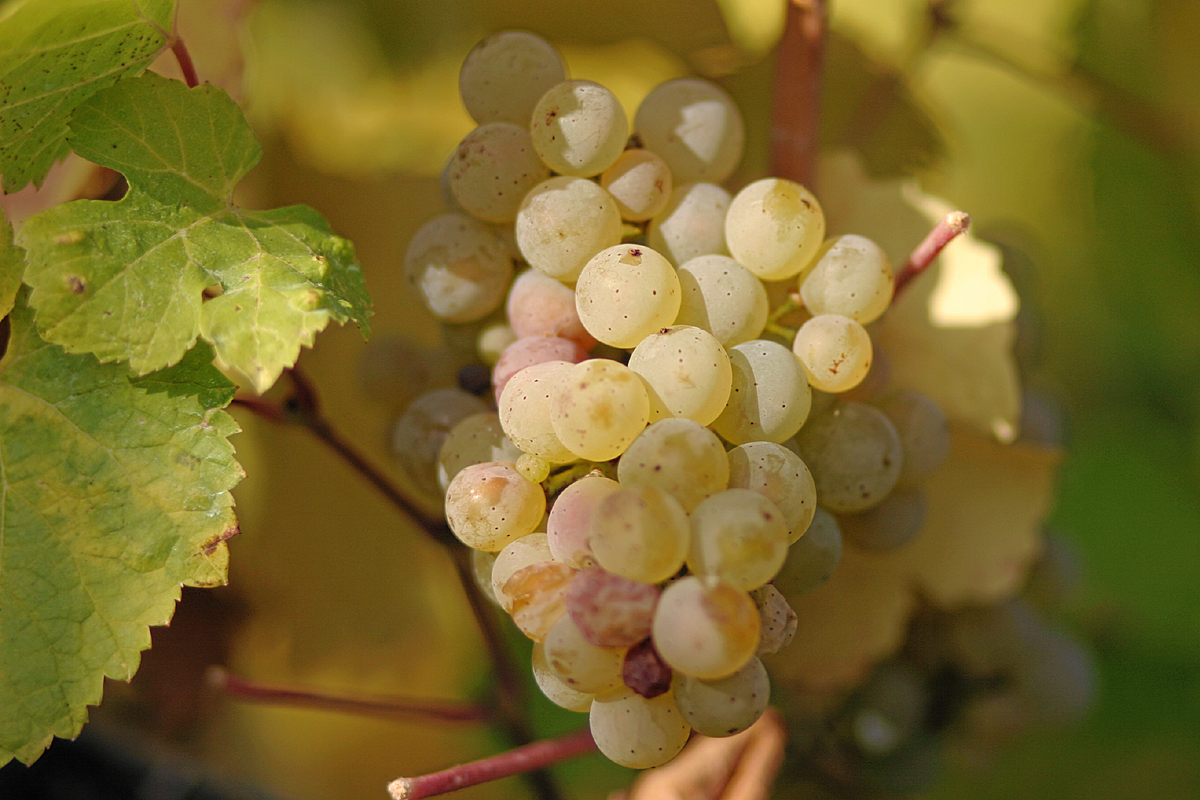
Rieslingdruvor i Rheingau, oktober 2005

Riesling ställer stora fordringar på var den odlas, eftersom druvan mognar sent. Rieslingviner utmärks av att de kan lagras länge, med bibehållen smak och kvalitet. De utvecklas ofta 10 år på flaska.
I Tyskland finns rieslingdruvan säkert omnämnd redan år 1435 i Rüsselsheim i närheten av Rheingau. En alsacisk karta från 1348 anger zu dem Russelinge och kan vara det äldsta omnämnandet av druvsorten. Från 1500-talet har Riesling betraktats som den kvalitetsmässigt främsta druvsorten i Tyskland, vilket på den tiden inkluderade Alsace. Det var dock först på 1700-talet som det började bli vanligt med vingårdar planterade enbart med Riesling. Genom DNA-analys i slutet på 1990-talet kunde det fastställas att Riesling är en korsning av den numera ovanliga druvsorten Heunisch (för övrigt samma druvsort som Gouais Blanc) och Vitis silvestris (eventuellt Vitis silvestris x Traminer).Denna korsning har sannolikt uppstått spontant.
Färgen är blek, med grönstick till guldgul. Smaken växlar lika mycket som jordmånerna där den växer. Skifferjordar ger viner med rökighet. Andra jordmåner kan ge viner med smak av såväl stål, tjära och mineral som blommor, jord eller kryddor. Lagrade rieslingviner känns ofta igen på doften av petroleum.
I Nya världen kallas den ofta Johannisberg Riesling, Rhine Riesling eller White Riesling och i Italien Riesling Renano. Den bör ej förväxlas med den österrikiska druvsorten Welschriesling.

## Kända producenter

### Tyskland
- Bassermann-Jordan
- Künstler
- Maximin Grünhaus
- Weingut
- Georg Breuer
- Joh.Jos Prüm
- Markus Molitor
- Dr. Loosen
- Weingut Schneiders Moritz
- Kruger Rumpf

### Österrike
- Franz Prager
- Nigl

### Frankrike/Alsace
- Beyer
- Hugel
- Trimbach
- Weinbach

### Italien
- G.D Vajra